# Mathilde Ollivier (femme politique)
Cet article concerne la femme politique. Pour l'actrice, voir Mathilde Ollivier (actrice). Pour les autres homonymes, voir Ollivier.
Mathilde Ollivier, née le 9 juin 1994 à Rennes, est une femme politique française. Elle est sénatrice représentant les Français établis hors de France depuis 2023, élue avec l'étiquette Europe Écologie Les Verts.

## Biographie

### Jeunesse et études
Née à Rennes, d'un père informaticien et d'une mère psychologue scolaire, Mathilde Ollivier passe son enfance en Bretagne. 
Elle est diplômée de l'Institut d'études politiques de Lille (2017) et a étudié à l'université de Münster en Allemagne.

### Parcours professionnel
Après l'obtention de son diplôme, elle travaille comme spécialiste en affaires publiques européennes dans une entreprise du secteur médical.

### Parcours politique
En 2018, elle participe aux marches pour le climat et adhère à Europe Écologie Les Verts.
Habitant Vienne (Autriche) depuis 2019, elle est élue conseillère des Français de l’étranger en 2021. Elle est également membre de l'Assemblée des Français de l'étranger,.
Première sur la liste « Agir pour les Français·es du Monde - Écologie, Solidarité, Proximité », elle est élue sénatrice représentant les Français établis hors de France lors des élections sénatoriales de septembre 2023, la liste obtenant le score de 14,01 %. À l'âge de 29 ans, elle devient la plus jeune sénatrice française, dans une assemblée d'une moyenne d'âge de 60 ans.